# Woutera van Benthem Jutting
Woutera „Tera“ Sophie Suzanna van Benthem Jutting (* 6. Februar 1899 in Batavia, Niederländisch-Indien (heute Jakarta, Java, Indonesien); † 22. Januar 1991 in Middelburg, Provinz Zeeland, Niederlande), auch als W. S. S. van Benthem Jutting oder nach ihrer Hochzeit auch als W. S. S. van der Feen-van Benthem Jutting zitiert, war eine niederländische Malakologin.

## Leben
Van Benthem Jutting war die Tochter von Wouter Christiaan van Benthem Jutting (1851–1933) und Sophie Henriétte Aegidia Bosch. Ihr Vater war Mitglied des Obersten Gerichtshofs in Batavia und verbrachte seine gesamte berufliche Laufbahn in der Kolonie. Ihre Mutter stammte aus einer wohlhabenden Beamtenfamilie der niederländischen Kolonialadministration. Nach der Pensionierung des Vaters im Jahr 1900 kehrte die Familie in die Niederlande zurück und ließ sich zunächst in Nijmegen und später in Heemstede bei Haarlem nieder. Ihre Mutter starb 1915 an einer Tropenkrankheit, während ihr Vater 1933 in Haarlem starb.
Van Benthem Jutting besuchte von 1911 bis 1916 eine höhere Mädchenschule in Haarlem, wo sie sich intensiv mit den Sprachen Niederländisch, Französisch, Englisch und Deutsch, moderner Literatur, politischer Geschichte und Kunstgeschichte auseinandersetzte. Ihr Interesse an naturwissenschaftlichen Fächern wurde während ihrer Schulzeit geweckt, was sie dazu motivierte, Biologie an der Universität zu studieren. Ihr Vater hielt jedoch eine akademische Ausbildung für Frauen für wenig förderlich zur Erlangung finanzieller Unabhängigkeit und riet ihr, eine Lehrtätigkeit anzustreben. Van Benthem Jutting befolgte diesen Rat und schloss nach fast zwei Jahren Studium die erforderlichen Prüfungen ab, um am 30. April 1918 als Grundschullehrerin zu arbeiten. Anschließend entschloss sie sich, ihrer Leidenschaft für die Biologie nachzugehen.
Van Benthem Jutting wurde Mitglied der Nederlandsche Naturhistorische Vereeniging und schloss sich der Sektion Haarlem an, wo sie unter der Leitung von Wicher Gosen Nicolaas van der Sleen und der Mykologin Catharina Cool an den Exkursionen und Treffen teilnahm. Ihre Begeisterung für die Natur wird durch Einträge in ihrem Tagebuch aus dem Frühjahr 1918 deutlich, in dem sie Phänologische Beobachtungen, wie das Auftreten von Singdrosseln und blühender Schneeglöckchen, festhielt. Van Benthem Jutting studierte von 1918 bis 1924 an der Universiteit van Amsterdam und war von 1919 bis 1924 als Assistentin des Kurators im Zoölogisch Museum Amsterdam (ZMA) tätig.
Im September 1918 begann van Benthem Jutting, während sie in Haarlem lebte, ein Biologiestudium an der Universiteit van Amsterdam. Ihre akademischen Mentoren umfassten Fachleute wie Eduardus Clementius Verschaffelt und Theodoor Jan Stomps (Botanik), Carel Philip Sluiter (vergleichende Anatomie und Parasitologie), Eugène Dubois (Geologie, Paläontologie und Mineralogie) sowie Max Wilhelm Carl Weber, Johannes C. H. de Meijere, Cornelius Jan van der Horst und Hilbrand Boschma. Im April 1919 trat sie einem privaten Komitee zur Erforschung der Molluskenfauna der Niederlande bei.
Ende 1919 übernahm sie vorübergehend die Position der ersten Hilfskuratorin, Nelly de Rooy, am Zoölogisch Museum Amsterdam. Im September 1920 wurde sie offiziell als Hilfskuratorin für die Abteilung der wirbellosen Tiere, mit Ausnahme der entomologischen Sammlungen, in das Museumspersonal integriert.
Max Wilhelm Carl Weber spielte eine entscheidende Rolle in der beruflichen Etablierung von van Benthem Jutting, was zu einer engen Zusammenarbeit im musealen Bereich führte. Im Rahmen eines wissenschaftlichen Austauschs fanden in Amsterdam Vorträge von internationalen Fachleuten statt, die auch zu einem gemeinsamen Mittagessen eingeladen wurden. Zu den Referenten zählten unter anderem Othenio Abel, Hermann Braus und Felix Eugen Fritsch. Van Benthem Jutting entschied sich, den Schwerpunkt ihrer Forschung auf die Taxonomie und Ökologie der Mollusken zu legen, nachdem Weber sie dazu ermutigte. Im Juni 1920 erwarb Weber die malakologische Sammlung des 1919 verstorbenen Mattheus Marinus Schepman für die Universität, die zahlreiche Typusexemplare beinhaltete. Diese Kollektion stellte eine bedeutende Ressource dar und förderte van Benthem Juttings Entwicklung als Malakologin erheblich. Während sie sich an die Traditionen der Museen anpasste, entwickelte sie einen eigenen methodischen Ansatz. Ihre handschriftliche Kartei, die umfassende Literatur über Mollusken enthält, wurde unter Fachkollegen bekannt. Diese Kartei umfasst verschiedene Indizes und hat sich über vier Jahrzehnte als wertvolles Nachschlagewerk für ihre eigene Forschung sowie für andere Wissenschaftler etabliert. Somit trug sie maßgeblich zur Weiterentwicklung der Malakologie bei.
Van Benthem Jutting war in Korrespondenz mit Kollegen und Amateuren im In- und Ausland. Sie unterstützte Besucher, sich später zu erfolgreichen Malakologen entwickelten, mit ihrer Expertise, darunter Louis J. M. Butot, Hans Kuiper, Fredrik Elisa Loosjes, Anneke ten Houten-Pannekoek, Carel Octavius van Regteren Altena und Gerard Spaink. Sie war sich der praktischen Anwendungen ihrer wissenschaftlichen Ergebnisse bewusst, die in Bereichen wie der Austern- und Muschelzucht sowie im Gesundheitswesen von Bedeutung sein könnten. Ihre Forschung umfasste faunistische und ökologische Studien im Gebiet des Naturschutzgebietes Naardermeer sowie der Zuiderzee, die sich von einer Meeresbucht zu einem Süßwassersee wandelte, worüber sie in Jahren 1922, 1936 und 1954 publizierte. Darüber hinaus führte sie Exkursionen zu Sammelaktivitäten in verschiedenen Regionen der Niederlande durch. Ihr Engagement trug sowohl zur wissenschaftlichen als auch zur praktischen Entwicklung im Bereich der Malakologie bei.
Van Benthem Jutting engagierte sich während ihrer Urlaubszeit als Meeresbiologin in mehreren zoologischen Stationen, darunter Den Helder (1919, 1921), Port Erin auf der Isle of Man (1922) und Helgoland (1922). Neben ihrer praktischen Tätigkeit unternahm sie Reisen entlang der französischen und italienischen Riviera, wo sie verschiedene zoologische Einrichtungen besuchte, darunter das Laboratoire russe de Zoologie und das Musée Océanographique. Ihre Exkursionen umfassten auch bedeutende Orte wie die französische Küste des Ärmelkanals, die französischen Alpen und die Bretagne, wobei einige dieser Reisen von Cornelius van der Horst geleitet wurden. Während über die Meeresmuscheln des Indo-Australischen Archipels bereits umfassende Studien vorlagen, blieb die Erforschung der weniger auffälligen Land- und Süßwassermollusken in dieser Region unvollständig. Prominente Forscher wie Eduard von Martens und Schepman hatten bereits wichtige Vorarbeiten geleistet, was van Benthem Jutting dazu motivierte, sich auf dieses Forschungsfeld zu konzentrieren. Im Februar 1922 erhielt sie eine Einladung von Weber, die von Jonkheer W. C. van Heurn während der Mamberamo-Expedition gesammelten Mollusken zu untersuchen. Obwohl sie das Angebot annahm, zeigte sie eine gewisse Zurückhaltung, da sie Bedenken hatte, neue Arten zu beschreiben.
Im Sommer 1922 trat Weber in den Ruhestand und wurde von Lieven Ferdinand de Beaufort als Direktor des Zoologischen Museums und später auch als Professor abgelöst. Hendrik Engel (1898–1981) wurde zum zweiten Hilfskurator ernannt und übernahm später ebenfalls die Rolle des Direktors und Professors. Die Beziehung zwischen Weber und de Beaufort blieb durch eine freundschaftliche Verbindung geprägt, während Engel stets als guter Kollege und Freund von van Benthem Jutting agierte. Am 2. Oktober 1924 absolvierte sie die Prüfungen in Botanik, Zoologie, Geologie und Mineralogie und erlangte damit die offizielle Lehrqualifikation für Gymnasien, die sie jedoch nie ausübte. Zwischen 1925 und 1929 war sie Kuratorin im Zoölogisch Museum Amsterdam. Der Umbau des Museums und die Neuordnung der Sammlungen erforderten erhebliche Zeitressourcen des Direktors und der Kuratoren. Wissenschaftliche Arbeiten konnten unter schwierigen Bedingungen durchgeführt werden, da es an finanziellen Mitteln zur Unterstützung fehlte.
Die Mitarbeiter des Zoölogisch Museum Amsterdam waren gezwungen, die für ihre Arbeit erforderliche wissenschaftliche Literatur und Instrumente privat zu erwerben. Die Muschelsammlungen, Spirituosenpräparate und die malakologische Bibliothek waren in verschiedenen Gebäuden des Zoologischen Gartens untergebracht, wobei die Bibliothek eine Fülle an Werken vor 1880, jedoch einen Mangel an modernen Büchern aufwies. Diese räumliche Zersplitterung stellte eine Herausforderung für den Kustos dar. Im Laufe der Jahre führte van Benthem Jutting jedoch umfassende Umgestaltungen durch, um die Sammlungen besser zugänglich zu machen und öffentliche Ausstellungen zu organisieren. Weber, der bis zu seinem Tod 1937 in Eerbeek (Veluwe, Niederlande) lebte, pflegte den Kontakt zu Zoologen in Amsterdam und anderen Orten. Er besuchte regelmäßig das Museum, oft in Begleitung ausländischer Zoologen, und brachte dabei häufig neue Anregungen mit. Diese Interaktionen trugen zur Weiterentwicklung der sammlungsspezifischen Forschung und Öffentlichkeitsarbeit bei.
1925 unterbreitete Weber van Benthem Jutting den Vorschlag, ein Buch über niederländische Mollusken zu verfassen, was zu ihren Arbeiten in der Reihe „Fauna van Nederland“ (1933, 1936, 1943) führte. 1926 studierte sie für einige Zeit im Senckenberg Museum in Frankfurt am Main und im British Museum (Natural History) in London, und in den folgenden Jahren setzte sie ihre Studien in verschiedenen europäischen Museen fort. Während dieser Zeit veröffentlichte sie zahlreiche Arbeiten über Mollusken, darunter marine und nicht-marine Arten aus verschiedenen Regionen. Sie war auch aktiv in der wissenschaftlichen Gemeinschaft, indem sie als Schriftleiterin der Monatszeitschrift Vakblad voor Biologen und im Vorstand der Nederlandse Dierkundige Vereniging tätig war. Ihre Karriere nahm eine wichtige Wendung, als Karel Willem Dammerman sie für eine Stelle als Malakologin im Zoologischen Museum in Buitenzorg, Java, anwarb. Van Benthem Jutting wurde für einen begrenzten Zeitraum eingestellt, mit der Zusicherung, nach ihrer Rückkehr wieder an ihren alten Arbeitsplatz zurückkehren zu können. Von 1930 bis 1932 arbeitete sie als Kuratorin im Zoologischen Museum in Buitenzorg, nachdem sie mit dem Zug nach Genua und dann mit dem Dampfer nach Java gereist war.
Van Benthem Jutting wurde in Buitenzorg und Batavia von Wissenschaftlern herzlich empfangen. Ihre Hauptaufgabe im Museum bestand im Studium von Mollusken sowie anderen wirbellosen Tieren, mit Ausnahme der Insekten. Sie zeigte großes Engagement, indem sie die Sammlungen ordnete und das Material von ihren Exkursionen identifizierte. In ihrer Freizeit arbeitete sie an dem Manuskript für die Fauna van Nederland, Gastropoda, Prosobranchia et Pulmonata, wobei der javanische Künstler Abdulkadir die Zeichnungen anfertigte. Ihre familiäre Tradition half ihr, sich an die koloniale Lebensweise anzupassen, und sie erlernte die malaiische Sprache, um mit der einheimischen Bevölkerung zu kommunizieren. Während ihres 25-monatigen Aufenthalts nutzte sie verschiedene Transportmittel, um die Insel Java umfassend zu erkunden. Ihre Reisen führten sie von Surabaya und Pasuruan im Osten bis zur Westküste von Bantam und umfassten auch Besuche zu den Tausend Inseln sowie zur Wijnkoopsbaai.
Van Benthem Jutting unternahm mit Freunden und Kollegen zahlreiche Exkursionen zu bedeutenden geographischen und historischen Stätten in Indonesien, darunter Vulkane, Kalksteinberge und alte Kulturschätze wie Borobudur. Diese Touren fanden sowohl im Rahmen offizieller Veranstaltungen als auch privat während religiöser Feiertage statt. Der Botanische Garten Buitenzorg verfügte über eine Außenstelle in Tjibodas, die als Ausgangspunkt für Erkundungen in der umliegenden Natur diente. Bei diesen Exkursionen begleitete sie auch internationale Besucher, darunter eine US-Amerikanerin, die in Java Forschungsarbeiten über Darmparasiten von Kakerlaken durchführte. Die Sicherheit in Java ermöglichte es den Teilnehmern, mehrere Tage im Wald zu verbringen und dort zu campieren und zu klettern.
Van Benthem Jutting nahm während ihres Aufenthalts auf Java Kontakt zu privaten Sammlern auf, darunter der englische Pfarrer C. Th. Cribb, der die ganze Insel als Pfarrei hatte und Muscheln sammelte. Am 16. März 1932 verließ sie Java, um ihre malakologischen Arbeiten fortzusetzen. Nach ihrer Rückkehr nach Amsterdam von 1932 bis 1940 widmete sie sich hauptsächlich Museumsangelegenheiten und ordnete einen Teil der Sammlung nach dem neu erschienenen Thieles Handbuch der systematischen Weichtierkunde. Im Rahmen der Feierlichkeiten des hundertjährigen Bestehens des Amsterdamer Zoos planten sie und Engel, die Geschichte der Amsterdamer Sammlungen zu studieren, was mehrere Jahre in Anspruch nahm. Die Ergebnisse dieser historischen Untersuchungen wurden 1939 veröffentlicht und bieten einen umfassenden Überblick über niederländische Naturforscher und deren soziale Stellung. Diese Forschungsarbeit förderte van Benthem Juttings Interesse an historischen Aspekten der Zoologie, was zu mehreren biographischen Aufzeichnungen ab 1938 führte. Zudem wurde 1934 die Nederlandse Malacologische Vereniging gegründet, um die malakologische Forschung zu fördern und Amateure einzubeziehen.
1936 wurde die malakologische Zeitschrift Basteria ins Leben gerufen, benannt nach dem Arzt Job Baster, der im 18. Jahrhundert Beiträge zur wirbellosen Fauna der Brackgewässer veröffentlichte. Van Benthem Jutting war seit 1938 Mitglied des Vorstands der Gesellschaft und ab 1948 Mitherausgeberin von Basteria. Die Zeitschrift erlangte Unabhängigkeit von Verlagen dank der Unterstützung einer engagierten Druckerei und der Redakteure. Die Forschung zur Fauna des Zuidersee wurde fortgesetzt, und ein Nachtrag zum zoologischen Inventar wurde 1936 veröffentlicht. 1935 erhielt van Benthem Jutting eine Einladung vom Direktor des Raffles Museums, Frederick Nutter Chasen, zur Untersuchung einer Sammlung nicht-mariner Mollusken von der malaiischen Halbinsel. Sie erkannte die Notwendigkeit, diese Arbeit mit einer kritischen Revision der nicht-marinen Mollusken von Java und Sumatra zu kombinieren. Ihre Zusammenarbeit mit dem Museum in Singapur wurde durch den Austausch von Sammlungen unter Michael Willmer Forbes Tweedie intensiviert. Die Forschung ergab, dass viele Kalksteinhügel in Malaya endemische Arten beherbergten, einschließlich der Mikroschneckenart Plectostoma sciaphilum (früher Ophistostoma sciaphilum), die seit Beginn der 2000er Jahre als ausgestorben gilt, da ihr Lebensraum komplett zerstört wurde. Die Isolation der Hügel durch umgebende, nicht kalkhaltige Gebiete wird als wesentlicher Faktor für die Artbildung angesehen. Diese Ergebnisse tragen zur Verständnis von Biodiversität und Artbildung im Kontext isolierter Habitate bei.
Während der deutschen Besatzung der Niederlande im Mai 1940 lagerte das Museumspersonal Typusexemplare in einem bombensicheren Keller, wo diese den Krieg weitgehend unbeschadet überstanden. Die Gebäude und Sammlungen des Museums wurden nur geringfügig beschädigt, jedoch wurde es für das wissenschaftliche und technische Personal zunehmend schwieriger, das Museum zu erreichen. Der Direktor, der in Amersfoort wohnte, hatte kaum Zugang zu den Räumlichkeiten, da der Transport eingeschränkt war. Während dieser Zeit übernahm van Benthem Jutting die Leitung des Museums. Aufgrund der Gefahren für jüdische Personen war der Stadtteil, in dem sich das Museum befand, zeitweise als „verboten“ gekennzeichnet. Die Kuratoren waren gezwungen, während der Mittagszeit Materialien wie tote Äste im Zoo zu sammeln, um ihre Heizungen zu betreiben. Zudem rösteten sie Tulpenzwiebeln als Nahrungsmittel im einzigen Ofen des Museums, der sich im Zimmer des Direktors befand.
Van Benthem Jutting setzte trotz widriger Bedingungen wie Hunger und Kleiderknappheit ihre wissenschaftliche Arbeit fort, indem sie abends die Tagebücher des 1930 verstorbenen Zoologen Johannes Govertus de Man studierte. Am 24. August 1945 heiratete sie den Zoologen Pieter Jacobus van der Feen, der als ehrenamtlicher Kurator im Provinzmuseum in Middelburg (Zeeland) tätig war. Nach der Heirat kombinierte ihr Mann archäologische Tätigkeiten mit seiner Rolle als ehrenamtlicher Assistent im Zoölogisch Museum Amsterdam. 1950 wurde er zum Kurator der Säugetiersammlung des Zoologischen Museums ernannt, was es dem Paar ermöglichte, ihre Arbeit dort fortzusetzen. Um bibliografische Verwechslungen zu vermeiden, veröffentlichte van Benthem Jutting unter ihrem Mädchennamen. Ihr besonderes Interesse galt der Erforschung nicht-mariner Mollusken der indo-australischen Region.
Van Benthem Jutting arbeitete daran, zuverlässige Faunenlisten mit Beschreibungen und Abbildungen basierend auf persönlichen Studien von Exemplaren zu erstellen. Dabei wurde auch die Anatomie der Weichtiere berücksichtigt und zoogeografische Schlussfolgerungen gezogen. Um 1960 schloss sie ihre Untersuchungen zu nicht-marinen Mollusken der Malaiischen Halbinsel sowie der Inseln Sumatra, Java, Sumba und einiger Molukkeninseln ab. Anschließend richtete sie ihren Fokus auf die nicht-marinen Mollusken von Westneuguinea, wobei umfangreiche Sammlungen zur Verfügung standen. Zwei Teile ihrer Studien kamen 1963 heraus, während die Manuskripte des dritten und vierten Teils ab 1964 veröffentlicht wurden. Parallel dazu widmete sie sich weiteren historischen und bibliografischen Studien sowie der Beschreibung neu erworbener Sammlungen des Zoologischen Museums.
Die finanzielle Unterstützung für die Molluskenabteilung nahm im Laufe der Zeit zu, was die Effizienz der Arbeit von van Benthem Jutting deutlich verbesserte. Izaak Anthonie Jacobus de Wilde (1877–1955) leistete viele Jahre lang ehrenamtliche Unterstützung, bevor nach seinem Tod ein bezahlter Assistent, J. H. Geerling, eingestellt wurde, um administrative und technische Aufgaben zu übernehmen. 1956 wurde Siebrecht van der Spoel als wissenschaftlicher Assistent in Teilzeit ernannt. Vor dem Krieg waren die Kuratoren auf ihre privaten Mikroskope angewiesen und mussten ihre Fachliteratur auf eigene Kosten beschaffen, doch nun konnten moderne Geräte und wichtige Literatur angeschafft werden. Anlässlich des 25-jährigen Bestehens der Nederlandse Malacologische Vereniging wurde 1959 eine Ausstellung über Muscheln in Wissenschaft, Kunst und Ökologie organisiert, bei der mehrere Doktoranden betreut wurden. Der offizielle Rang van Benthem Jutting wurde von „Konservatorin“ in „wissenschaftliche Beamtin“ geändert. Am 1. Januar 1964 wurde sie zur „wissenschaftlichen Leiterin der Gehaltsstufe A“ befördert. Am 15. September 1961 erhielt sie zudem die Ernennung zum Offizier im Orden von Oranien-Nassau für ihren langjährigen Dienst in Amsterdam und an der Universität. Im Dezember 1964 erhielt die die Ehrendoktorwürde der Justus-Liebig-Universität Gießen.
In den ersten zehn Jahren ihrer Karriere konzentrierte sich van Benthem Jutting auf die niederländische und europäische Fauna sowie auf die Mollusken von Curacao. Ihr Interesse wandte sich dann der Fauna Indonesiens zu, während sie gleichzeitig drei Standardwerke über die Malakofauna der Niederlande veröffentlichte. Sie erlangte internationale Anerkennung durch ihre umfassenden Studien über Land- und Süßwassermollusken des Indonesischen Archipels. Später erweiterte sie ihre Forschung auf die Landschnecken von Malaysia und Westneuguinea. Ab 1939 widmete sie sich der Geschichte der Malakologie und publizierte zwischen 1918 und 1977 über 230 Werke. Ihre Hauptstudienobjekte waren die Land- und Süßwasserschnecken Südostasiens, von denen sie über 270 neue Arten und Unterarten sowie 5 neue Muschelarten beschrieb. Als Kuratorin der Molluskenabteilung des ZMA trug sie maßgeblich zur Verwaltung und Bekanntmachung der Sammlung in der malakologischen Gemeinschaft bei. Zudem förderte ihre Bibliothekserweiterung die Forschung in der Abteilung.
Nach ihrer Pensionierung und ihrem Umzug von Amsterdam nach Domburg auf der Walcheren-Halbinsel Anfang 1965 wurde von van Benthem Jutting Kuratorin für niedere Mollusken und Archivarin der Königlichen Wissenschaftlichen Gesellschaft von Zeeland in Middelburg. 1969 wurde sie Ehrenmitglied und 1982 Honorarkuratorin dieser Gesellschaft.
Eine leichte Hirnblutung im Jahr 1977 beendete ihre wissenschaftliche Arbeit. Trotz vollständiger geistiger Genesung verschlechterten sich ihre körperlichen Werte. Nach dem Tod ihres Mannes im September 1987 war van Benthem Jutting aus gesundheitlichen Gründen gezwungen, die Villa in Domburg zu verlassen. Haus und Inventar wurden versteigert, und sie selbst zog in eine Pflegewohnung in Middelburg. Ihre reichhaltige malakologische Bibliothek schenkte sie jedoch dem Institut für taxonomische Zoologie an der Universiteit van Amsterdam.
Van Benthem Jutting starb am 22. Januar 1991 in Middelburg.

## Dedikationsnamen
Fredrik Elisa Loosjes benannte 1965 die Schließmundschneckengattung Juttingia zu Ehren von Woutera van Benthem Jutting.